# Stanisław Tołwiński

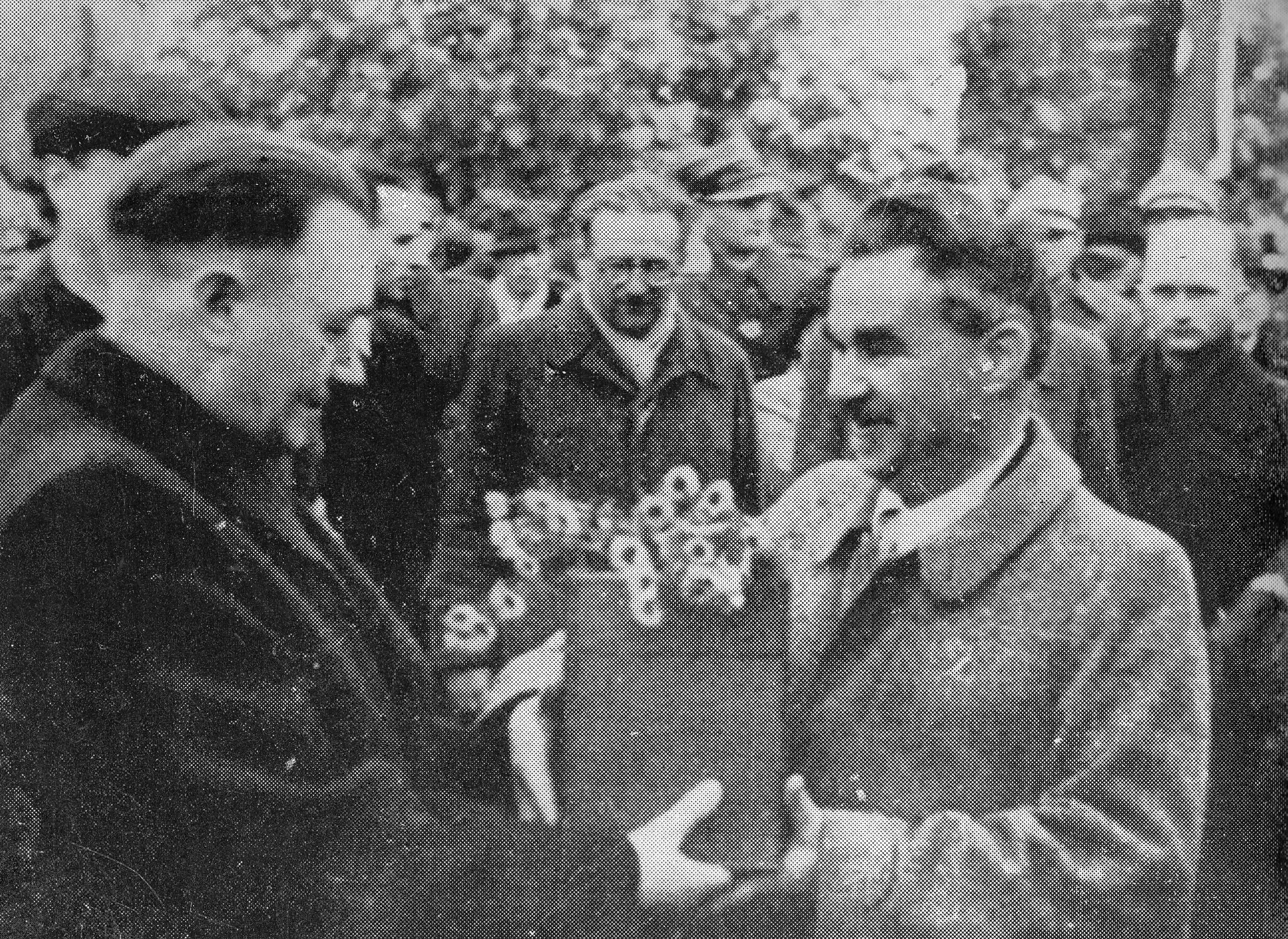
Stanisław Tołwiński (z prawej) odbierający z rąk Bolesława Bieruta urnę z sercem Fryderyka Chopina wywiezioną w czasie powstania warszawskiego do Milanówka (1945)

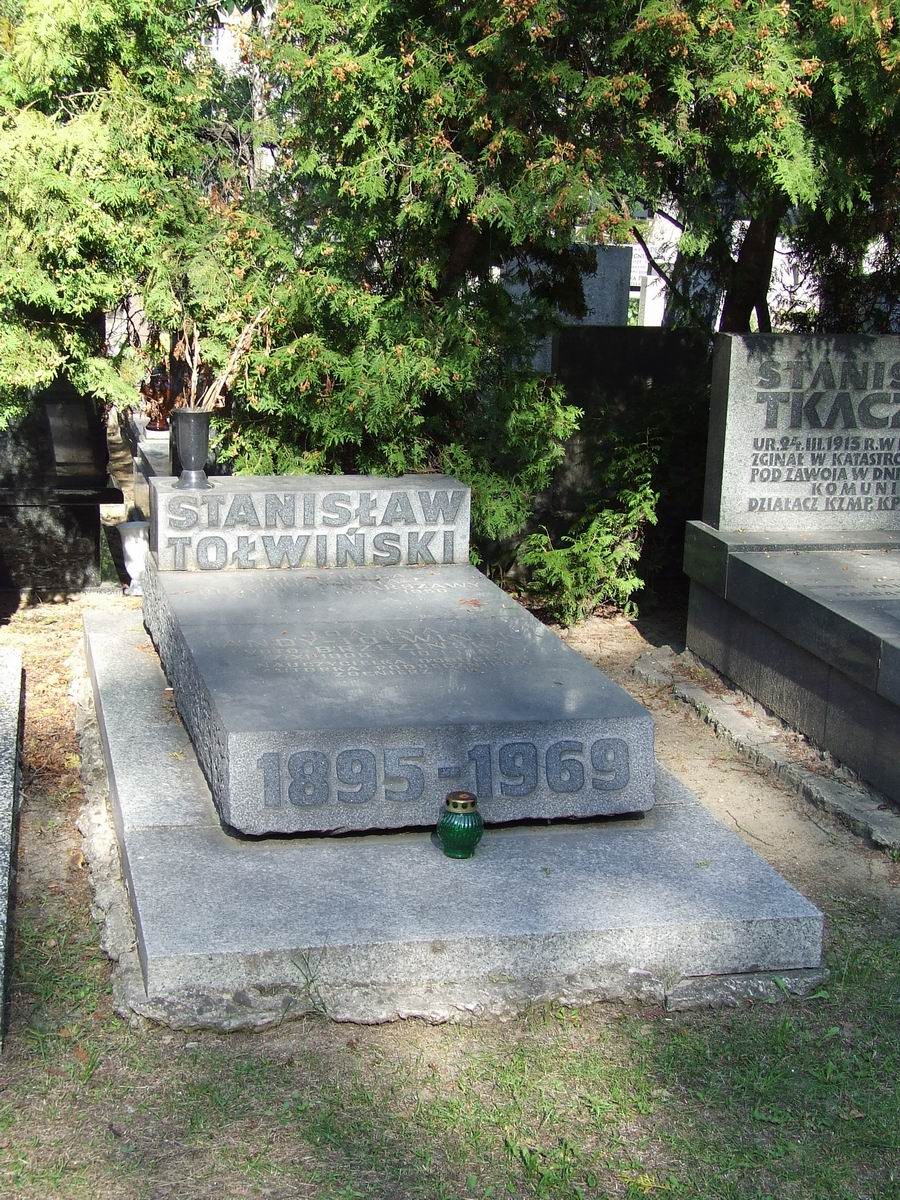
Grób Stanisława Tołwińskiego na cmentarzu Wojskowym na Powązkach w Warszawie

Stanisław Tołwiński (ur. 11 października 1895 w Strzemieszycach, zm. 25 lutego 1969 w Warszawie) – inżynier, polski działacz społeczny i spółdzielczy, polityk, w latach 1945–1950 prezydent m.st. Warszawy, Sprawiedliwy wśród Narodów Świata.

## Życiorys
Rodzina jego ojca pochodziła ze zubożałej podlaskiej szlachty z powiatu drohiczyńskiego, gdzie znajdował się zaścianek Tołwin. Ojciec Kazimierz, inżynier mechanik, w poszukiwaniu pracy przeniósł się wraz z rodziną do Zagłębia Donieckiego, a później do Słowiańska, gdzie Stanisław Tołwiński spędził młodość.
W latach 1912–1915 studiował na Wydziale Mechanicznym Instytutu Technologicznego w Petersburgu. Działał w tym czasie w nielegalnym Związku Młodzieży Postępowo-Niepodległościowej („Filarecji”) oraz Polskiej Partii Socjalistycznej-Frakcji Rewolucyjnej, za co w latach 1915–1917 był więziony przez władze carskie.
Z więzienia został zwolniony tuż przed wybuchem w Rosji w 1917 rewolucji lutowej. Po powrocie do Słowiańska działał w Zjednoczeniu Socjalistycznym Polskim, a następnie w lokalnej sekcji Polskiej Partii Socjalistycznej. W czasie rewolucji październikowej uczestniczył w II Konferencji Sekcji PPS w Kijowie, która poparła dokonany przez bolszewików przewrót. Był członkiem Rady Delegatów Robotniczych w Słowiańsku i pełnił funkcję komisarza do spraw narodowościowych zajmując się pomocą dla uchodźców wojennych. W kwietniu 1918 opuścił Słowiańsk, przekroczył linię frontu i dotarł do Warszawy.
Po powrocie do kraju działał w Polskiej Partii Socjalistycznej. Równolegle był zaangażowany w tworzenie (1919) i działalność Związku Robotniczych Stowarzyszeń Spółdzielczych (późniejszego Związku Robotniczego Spółdzielni Spożywców). W latach 1919–1921 i 1924 był członkiem zarządu Związku. Współtworzył Warszawską Spółdzielnię Mieszkaniową (WSM) i związane z nią Społeczne Przedsiębiorstwo Budowlane (SPB). W latach 1925–1939 był członkiem zarządu WSM.
W październiku 1923, po wybuchu magazynów z amunicją w Cytadeli, został aresztowany na kilka dni w ramach policyjnych represji wobec domniemanych sympatyków komunistów.
Podczas obrony Warszawy we wrześniu 1939 po apelu Romana Umiastowskiego opuścił miasto. Po powrocie zaangażował się w działalność Robotniczej Partii Polskich Socjalistów. W 1940 doprowadził do powołania przy WSM Pracowni Architektoniczno-Urbanistycznej (PAU). Uczestniczył również w pracach Komisji Planowania podziemnej Krajowej Rady Narodowej. Podczas powstania warszawskiego był pomysłodawcą utworzenia na Żoliborzu Samorządu Mieszkańców, na którego czele zarządu stanął; był także twórcą Republiki Żoliborskiej, która pomagała mieszkańcom i osobom potrzebującym.
W czasie okupacji niemieckiej wykorzystywał swoje stanowisko dyrektora SPB do niesienia pomocy Żydom szukającym schronienia po stronie „aryjskiej”. Zatrudnił ich w SPB, zdobył „aryjskie” dowody tożsamości, wymagane dokumenty poświadczające doświadczenie zawodowe oraz znalazł zakwaterowanie. W sierpniu 1944 wysłał swoich żydowskich pracowników do oddziałów przedsiębiorstwa znajdujących się poza Warszawą.
W 1945 był wiceministrem administracji publicznej.
Od 5 marca 1945 do 23 maja 1950 był prezydentem miasta stołecznego Warszawy i jednocześnie przewodniczącym Rady Narodowej m.st. Warszawy (na mocy ustawy z dnia 20 marca 1950 r. o terenowych organach jednolitej władzy państwowej urząd prezydenta został zniesiony na rzecz organu kolegialnego, tj. Prezydium Rady Narodowej m.st. Warszawy). Był entuzjastą samorządu terytorialnego i decentralizacji władzy w mieście. W lipcu 1945 roku jako prezydent Warszawy wszedł w skład Stołecznego Komitetu Obchodu Pierwszej Rocznicy Powstania Sierpniowego w Warszawie.
W latach 1945–1947 był posłem do Krajowej Rady Narodowej, a następnie posłem na Sejm Ustawodawczy i na Sejm I kadencji z województwa bydgoskiego. 
W latach 1950–1952 dyrektor generalny do spraw rad narodowych w Prezydium Rady Ministrów. W latach 1953–1967 zastępca szefa Urzędu Rady Ministrów.
Od 1946 członek PPR, później PZPR. Był działaczem Towarzystwa Przyjaźni Polsko-Szwedzkiej, pełniąc przez pewien czas funkcję jego przewodniczącego. Dużo publikował w specjalistycznych czasopismach.
Został pochowany w Alei Zasłużonych na cmentarzu Wojskowym na Powązkach (kwatera A2-tuje-18).
Pośmiertnie, w 1970, ukazały się jego wspomnienia z lat 1895–1939. W kwietniu 1997 Instytut Jad Waszem nadał mu tytuł Sprawiedliwego wśród Narodów Świata.

## Życie prywatne
Jego córka Zyta wyszła za mąż za Henryka Podlaskiego, zastępcę Prokuratora Generalnego w latach 1950–1955.

## Ordery i odznaczenia
- Krzyż Komandorski Orderu Odrodzenia Polski (11 maja 1946)[23]
- Złoty Krzyż Zasługi (19 lipca 1946)[24]
- Medal za Warszawę 1939–1945 (17 stycznia 1946)[25]
- Złota odznaka honorowa „Za Zasługi dla Warszawy” (1960)[26][27]
- Medal Sprawiedliwy wśród Narodów Świata (pośmiertnie, 1997)[12]
- Krzyż Komandorski z Gwiazdą Republikańskiego Orderu Zasługi (Węgry, 1948)[28]

## Upamiętnienie
W 1970 imię Stanisława Tołwińskiego nadano ulicy na Żoliborzu.